# Macaduma montana
Macaduma montana är en fjärilsart som beskrevs av Robinson 1975. Macaduma montana ingår i släktet Macaduma och familjen björnspinnare. Inga underarter finns listade i Catalogue of Life.